# 东莞市监察委员会
东莞市监察委员会，简称东莞市监察委，是东莞市的国家监察机关，行政级别为副地厅级，与中国共产党东莞市纪律检查委员会合署办公。
东莞市监察委员会履行政府行政监察和中国共产党的党内纪律检查两种职能，向省纪委、监委和东莞市委、市政府负责。

## 职责
根据《中华人民共和国监察法》，东莞市监察委员会依法履行以下职责：
1. 对公职人员开展廉政教育，对其依法履职、秉公用权、廉洁从政从业以及道德操守情况进行监督检查；
2. 对涉嫌贪污贿赂、滥用职权、玩忽职守、权力寻租、利益输送、徇私舞弊以及浪费国家资财等职务违法和职务犯罪进行调查；
3. 对违法的公职人员依法作出政务处分决定；对履行职责不力、失职失责的领导人员进行问责；对涉嫌职务犯罪的，将调查结果移送人民检察院依法审查、提起公诉；向监察对象所在单位提出监察建议。

## 机构设置
根据《中共东莞市纪律检查委员会、东莞市监察委员会机关职能配置、内设机构和人员编制规定》，中共东莞市纪律检查委员会、东莞市监察委员会共有21个内设机构、40个派驻（出）机构。中国共产党东莞市纪律监察委员会、东莞市监察委员会内设机构为副县处级。中共东莞市纪律检查委员会、东莞市监察委员会设置以下机构：

### 内设机构
- 办公室
- 组织部
- 宣传部
- 党风政风监督室
- 信访室
- 案件监督管理室
- 案件审理室
- 纪检监察干部监督室
- 机关党委
- 第一监督检查室
- 第二监督检查室
- 第三监督检查室
- 第四监督检查室
- 第五监督检查室
- 第六监督检查室
- 第七监督检查室
- 第八监督检查室
- 第九监督检查室
- 第十监督检查室
- 第十一监督检查室
- 第十二监督检查室

（案件监督管理室加挂反腐败国际追逃追赃工作办公室牌子。）

### 直属事业单位
- 东莞市粤桥山庄管理处

### 派驻（出）机构

#### 驻市一级党和国家机关纪检监察组
- 东莞市纪委监委驻市委办公室纪检监察组
- 东莞市纪委监委驻市委组织部纪检监察组
- 东莞市纪委监委驻市委宣传部纪检监察组
- 东莞市纪委监委驻市委统战部纪检监察组
- 东莞市纪委监委驻市人大机关纪检监察组
- 东莞市纪委监委驻市政府办公室纪检监察组
- 东莞市纪委监委驻市发展和改革局纪检监察组
- 东莞市纪委监委驻市教育局纪检监察组
- 东莞市纪委监委驻市科学技术局纪检监察组
- 东莞市纪委监委驻市工业和信息化局纪检监察组
- 东莞市纪委监委驻市公安局纪检监察组
- 东莞市纪委监委驻市民政局纪检监察组
- 东莞市纪委监委驻市司法局纪检监察组
- 东莞市纪委监委驻市财政局纪检监察组
- 东莞市纪委监委驻市人力资源和社会保障局纪检监察组
- 东莞市纪委监委驻市自然资源局纪检监察组
- 东莞市纪委监委驻市生态环境局纪检监察组
- 东莞市纪委监委驻市住房和城乡建设局纪检监察组
- 东莞市纪委监委驻市交通运输局纪检监察组
- 东莞市纪委监委驻市水务局纪检监察组
- 东莞市纪委监委驻市农业农村局纪检监察组
- 东莞市纪委监委驻市商务局纪检监察组
- 东莞市纪委监委驻市文化广电旅游体育局纪检监察组
- 东莞市纪委监委驻市卫生健康局纪检监察组
- 东莞市纪委监委驻市应急管理局纪检监察组
- 东莞市纪委监委驻市审计局纪检监察组
- 东莞市纪委监委驻市人民政府国有资产监督管理委员会纪检监察组
- 东莞市纪委监委驻市市场监督管理局纪检监察组
- 东莞市纪委监委驻市医疗保障局纪检监察组
- 东莞市纪委监委驻市城市管理和综合执法局纪检监察组
- 东莞市纪委监委驻市政协机关纪检监察组
- 东莞市纪委监委驻市中级人民法院纪检监察组
- 东莞市纪委监委驻市人民检察院纪检监察组

#### 驻市管金融企业纪检监察组
- 东莞市纪委监委驻东莞银行股份有限公司纪检监察组
- 东莞市纪委监委驻东莞信托有限公司纪检监察组
- 东莞市纪委监委驻东莞证券股份有限公司纪检监察组

#### 派出机构
- 东莞市纪委监委市直机关纪检监察工作委员会
- 东莞松山湖高新技术产业开发区纪检监察工作委员会
- 东莞水乡特色发展经济区纪检监察工作委员会
- 东莞滨海湾新区纪检监察工作委员会